# わたなべよしき
わたなべ よしき（9月28日 - ）は、日本の男性声優。C&Oプロダクション所属。東京都出身。

## 出演

### テレビアニメ
- きらりん☆レボリューション（恵比寿カメラマン、ガリベンちゃん、猿山、狸穴編集長、タベルンジャーイエロー、記者、座間の取り巻き、スタッフ、男子、弟子、ブチネコ、ふぶきファン）
- きらりん☆レボリューション STAGE3（雪野金一、AD、司会者、にーくんの手下）
- 極上!!めちゃモテ委員長（上級生、不良）
- 時空冒険記ゼントリックス（伝令ロボ、チョッキ君、ジップ、マシュー）
- シスター・プリンセス RePure（アナウンサー）
- 砂ぼうず（見張り）

### ゲーム
- 時空冒険記ゼントリックス（ロボカードマン）
- ゼノブレイド2

### テレビ
- 天才てれびくんMAXドラマパート